# Canales de la Sierra
Canales de la Sierra tỉnh và cộng đồng tự trị La Rioja, phía bắc Tây Ban Nha. Đô thị này có diện tích là 54,44 ki-lô-mét vuông, dân số năm 2009 là 72 người với mật độ 1,32 người/km². Đô thị này có cự ly 45 km so với Logroño.